# Spillertown
Spillertown é uma vila localizada no estado americano de Illinois, no Condado de Williamson.

## Demografia
Segundo o censo americano de 2000, a sua população era de 220 habitantes.
Em 2006, foi estimada uma população de 221, um aumento de 1 (0.5%).

## Geografia
De acordo com o United States Census Bureau tem uma área de
0,8 km², dos quais 0,8 km² cobertos por terra e 0,0 km² cobertos por água.

## Localidades na vizinhança
O diagrama seguinte representa as localidades num raio de 12 km ao redor de Spillertown.